# Chris Isaak
Christopher Joseph Isaak, művésznevén Chris Isaak (Stockton, 1956. június 26. –) amerikai énekes, dalszerző, gitáros és alkalmi színész.
Legsikeresebb dala az 1989-es "Wicked Game", továbbá ismert dalai közé tartozik még a "Blue Hotel," a "Baby Did a Bad Bad Thing", a "Somebody's Crying" vagy a "We Let Her Down". Isaak híres széles hangterjedelméről, valamint revivalista rockabilly stílusáról. Dalainak fő témái a szerelem, a veszteség és a csalódás. Négy évtizedes pályája során 12 stúdióalbuma jelent meg, sokszor hasonlítják őt olyan előadókhoz, mint Roy Orbison, Elvis Presley, Ricky Nelson vagy Duane Eddy.
Isaak jó kapcsolatot ápolt David Lynch filmrendezővel, aki több munkáját is felhasználta filmjeiben betétdalként. Színészként Isaak olyan filmekben szerepelt, mint a Keresztanya, A bárányok hallgatnak, vagy a Twin Peaks – Tűz, jöjj velem!. Két saját műsora is volt továbbá: a The Chris Isaak Show szitkom és a The Chris Isaak Hour talkshow.

## Diszkográfia

### Stúdióalbumok
- Silvertone (1985)
- Chris Isaak (1986)
- Heart Shaped World (1989)
- San Francisco Days (1993)
- Forever Blue (1995)
- Baja Sessions (1996)
- Speak of the Devil (1998)
- Always Got Tonight (2002)
- Christmas (2004)
- Mr. Lucky (2009)
- Beyond the Sun (2011)
- First Comes the Night (2015)